# Radków (Lublin)
Pour les articles homonymes, voir Radków.
Radków (prononciation [ˈratkuf]) est un village de la gmina de Telatyn, du powiat de Tomaszów Lubelski, dans la voïvodie de Lublin, situé dans l'est de la Pologne.
Il se situe à environ 6 kilomètres au sud-est de Telatyn (siège de la gmina), 35 kilomètres à l'est de Tomaszów Lubelski (siège du powiat) et 125 kilomètres au sud-est de Lublin (capitale de la voïvodie).

## Administration
De 1975 à 1998, le village était attaché administrativement à l'ancienne voïvodie de Zamość.

Depuis 1999, il fait partie de la nouvelle voïvodie de Lublin.